# Wallhausen, Mansfeld-Südharz
Wallhausen là một đô thị ở huyện Mansfeld-Südharz, Saxony-Anhalt, nước Đức. Đô thị Wallhausen, Mansfeld-Südharz có diện tích 35,34 km².